# La Cumbre (Kolumbia)
La Cumbre – miasto w Kolumbii, w departamencie Valle del Cauca.